# Indominus rex

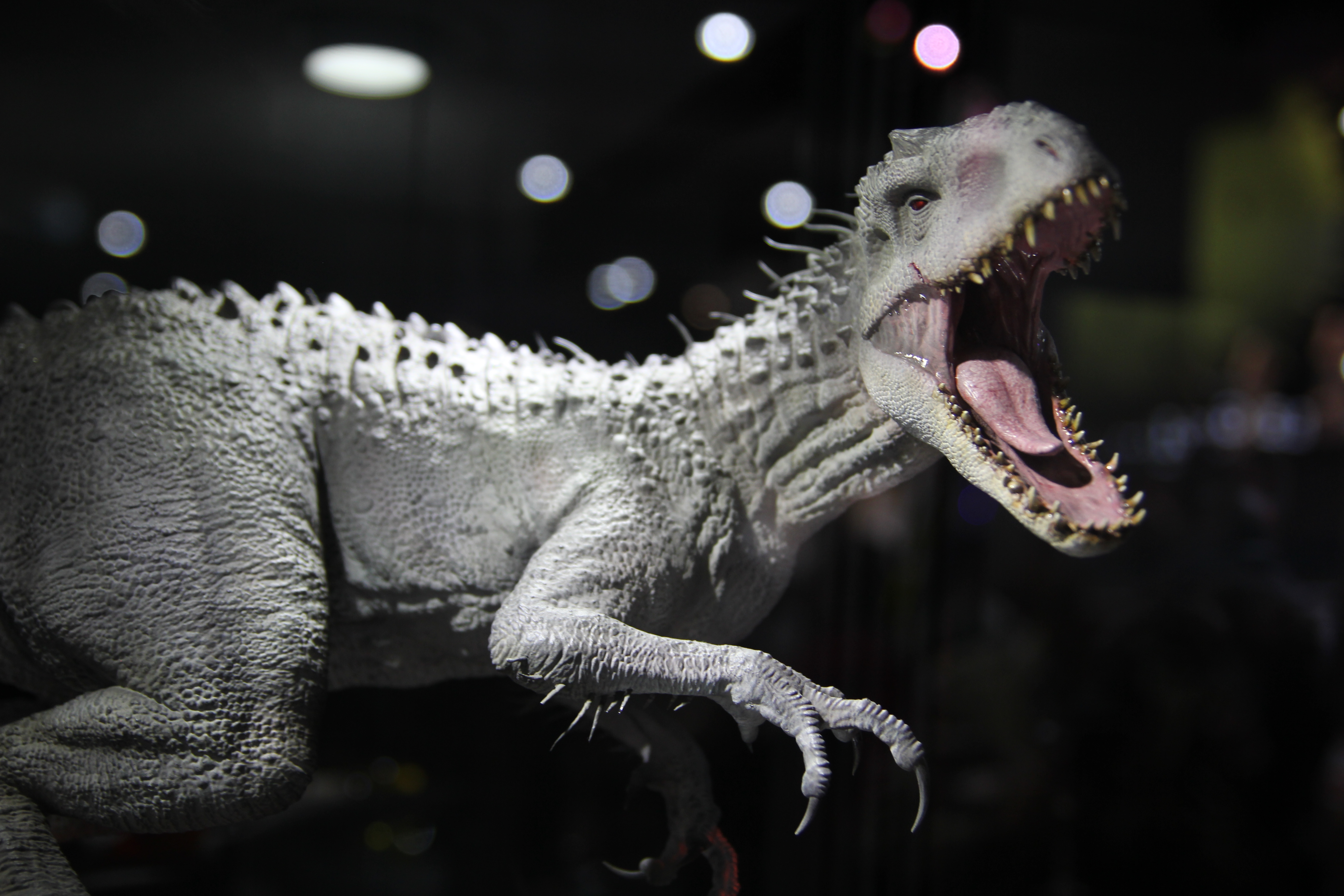

Indominus rex is een fictieve dinosaurussoort in de film Jurassic World.
De dinosaurus was een genetisch gemodificeerde hybride (kruising) tussen de Tyrannosaurus rex en de Velociraptor. Indominus rex is door zijn Velociraptor-DNA veel slimmer dan de Tyrannosaurus rex. Naast dino-DNA is er ook DNA aanwezig van inktvissen en kikkers.
De Indominus rex weet uit zijn verblijf te ontsnappen en doodt zowel veel andere dinosauriërs als mensen. Het laatste nog levende exemplaar van Indominus rex sterft als ze in een gevecht met drie Velociraptors (Blue, Echo en Charlie) en een Tyrannosaurus in het water wordt gegooid en door een mosasaurus in het water wordt gesleurd.

## Uiterlijk
Indominus rex heeft grotendeels een witte huidskleur, rode ogen en is groter dan Tyrannosaurus rex. Ze werd ontworpen om de meest enge dinosauriër ooit te zijn. Ze kan zich camoufleren voor alle technologie.

## Jurassic World: Fallen Kingdom
Het skelet van Indominus rex wordt gebruikt vanwege het nog aanwezige DNA. Met dit DNA kan men later de Indoraptor creëren.